# Maria Kurz-Schlechter
Maria Schlechter (Sankt Johann in Tirol, 6 aprile 1959) è un'ex sciatrice alpina austriaca.
In seguito al matrimonio assunse anche il cognome del coniuge e gareggiò come Maria Kurz-Schlechter.

## Biografia
Specialista delle prove tecniche nata a Sankt Johann in Tirol e originaria di Kössen, Maria Kurz-Schlechter ottenne il primo successo internazionale in Coppa Europa nella stagione 1975-1976, quando vinse la classifica di slalom gigante, e l'anno dopo conquistò la medaglia d'argento nella discesa libera agli Europei juniores di Kranjska Gora 1977. In Coppa del Mondo ottenne il primo risultato di rilievo il 19 gennaio 1979, quando colse l'unico podio di carriera: il 3º posto nello slalom speciale disputato sulle nevi di Meiringen, alle spalle della connazionale Regina Sackl e dell'italiana Claudia Giordani. L'ultimo piazzamento della sua attività agonistica fu il 15º posto ottenuto nello slalom gigante di Coppa del Mondo disputato il 10 gennaio 1980 sulla pista Loipl di Berchtesgaden; non prese parte a rassegne olimpiche né ottenne piazzamenti ai Campionati mondiali.

## Palmarès

### Europei juniores
- 1 medaglia[1][3]:
  - 1 argento (discesa libera a Kranjska Gora 1977)

### Coppa del Mondo
- Miglior piazzamento in classifica generale: 38ª nel 1979
- 1 podio (in slalom speciale):
  - 1 terzo posto

### Coppa Europa
- Miglior piazzamento in classifica generale: 9ª nel 1978[senza fonte]
- Vincitrice della classifica di slalom gigante nel 1976[1]
- 8 podi:
  -  1 vittoria
  -  2 secondi posti
  -  5 terzi posti[senza fonte]

#### Coppa Europa - vittorie
| Stagione | Località | Paese   | Specialità |
| -------- | -------- | ------- | ---------- |
| 1978     | Jochberg | Austria | GS         |

Legenda:

GS = slalom gigante

### Campionati austriaci
- 1 medaglia[1]:
  - 1 bronzo (combinata nel 1978)

### Campionati austriaci juniores
- 1 medaglia[1]:
  - 1 bronzo (combinata nel 1976)